# Roma, orele 11
Roma, orele 11 (titlul original: în italiană Roma ore 11) este un film dramatic italian, realizat în 1952 de regizorul Giuseppe De Santis care a semnat și scenariul împreună cu  Cesare Zavattini, Basilio Franchina, Rodolfo Sonego și Gianni Puccini. Este unul din cele mai reprezentative filme ale neorealismului în cinema. Conținutul se bazează pe un accident real întâmplat la data de 15 ianuarie 1951 în Via Savoia din Roma   când o scară s-a prăbușit din cauza greutății a două sute de femei care așteptau rândul la interviu pentru un loc de muncă.  Optzeci de femei au murit sau au fost rănite. 
Regizorul Augusto Genina a realizat filmul Tre storie proibite (1951), bazat pe acelaș eveniment tragic. 

## Conținut
La începutul anilor 1950, în Italia șomajul era extrem de mare iar îndeosebi femeile obțineau foarte greu un loc de muncă. Ca urmare a unui anunț într-un ziar unde se caută o dactilografă pentru un birou de contabilitate, două sute de femei s-au îmbulzit pe scara micuței clădiri de pe Via Savoia, sperând la un interviu. Motivele pentru care au venit sunt diferite: nobile decăzute, prostituate care încearcă să-și schimbe viața, femei cu soți șomeri, fete tinere care nu au suficient venit ca să supraviețuiască.
Așteptând la rând pe scară, femeile schimbă impresii, discută și dezbat viața lor plină de neajunsuri și mizerii în care trăiesc. Când una din femei încearcă să ajungă în rând mai în față, se iscă o încăierare între ele ceea ce duce la prăbușirea întregii scări.
Rănitele sunt duse la spital, dar ca să fie tratate, spitalul solicită o plată de 2300 lire pe zi. Multe dintre ele nu au atâția bani să plătească așa că sunt forțate să plece din spital...  

## Distribuție
- Lucia Bosè – Simona
- Carla Del Poggio – Luciana Renzoni
- Maria Grazia Francia – Cornelia Riva
- Lea Padovani – Caterina
- Delia Scala – Angelina
- Elena Varzi – Adriana
- Raf Vallone – Carlo
- Massimo Girotti – Nando
- Paolo Stoppa – tatăl lui Clara
- Armando Francioli – Romoletto
- Paola Borboni – Matilde
- Romolo Bartolomeo – pompierul
- Irene Galter – Clara
- Eva Vanicek – Gianna
- Checco Durante – tatăl Adrianei
- Alberto Farnese – Augusto
- Bianca Beltrami
- Cabiria Guadagnino
- Teresa Ellati
- Maria Pia Trepaoli
- Fulvia Trozzi
- Donatella Trombadori
- Hélène Vallier
- Nando Di Claudio
- Fausto Guerzoni – proprietarul blocului
- Michele Riccardini
- Renato Mordenti
- Pietro Tordi – arhitectul blocului
- Ezio Rossi
- Henri Vilbert
- Marco Vicario
- Mino Argentieri – un infirmier dell'ospedale
- Anna Maria Zijno (supraviețuitoare reală din via Savoia)
- Maria Ammassari (supraviețuitoare reală din via Savoia)
- Renata Ciaffi (supraviețuitoare reală din via Savoia)

## Premii și nominalizări
- Nastro d'Argento: Cea mai buna coloană sonoră (Mario Nascimbene)